# Kirche von Jelling

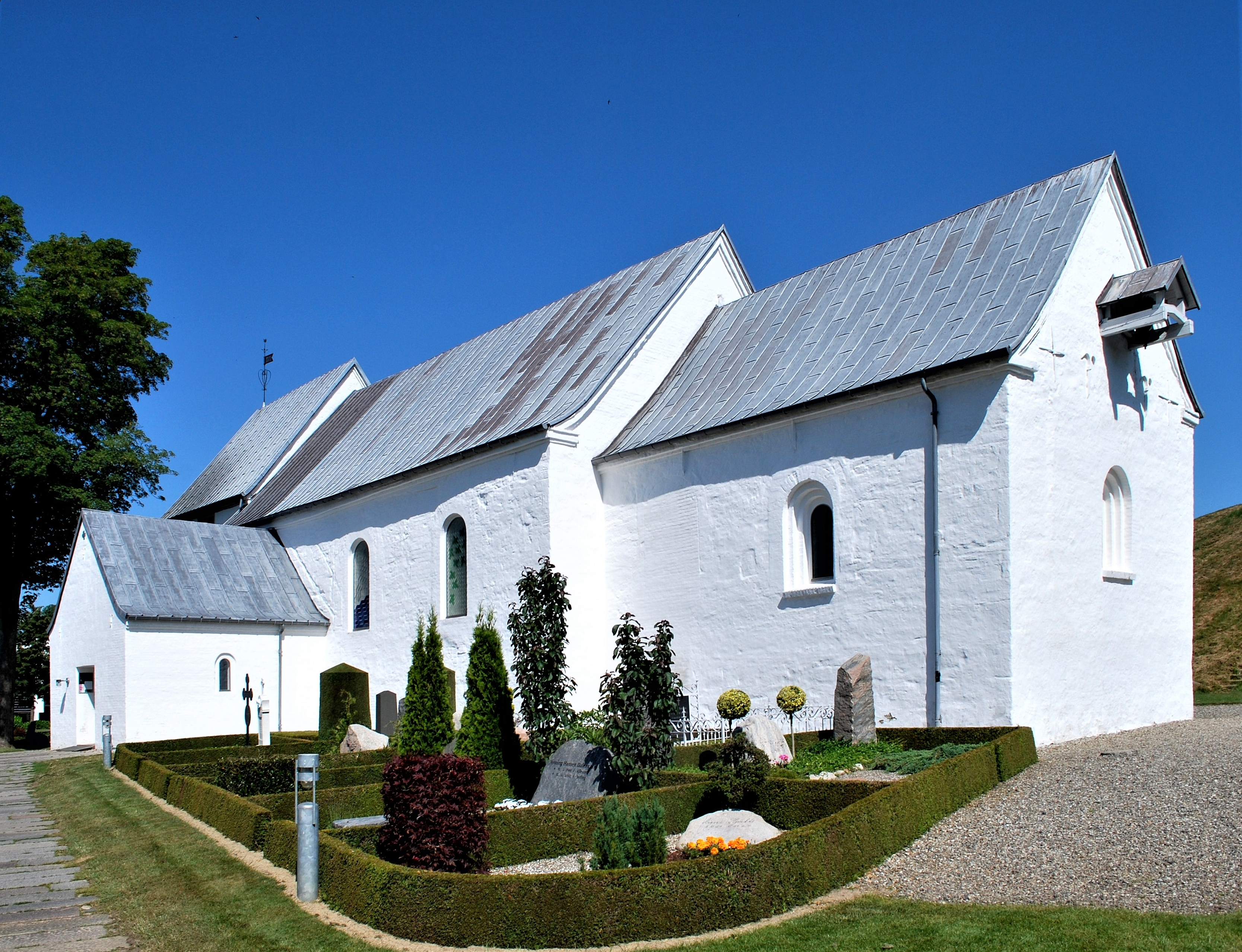
Die Kirche Jelling von Südosten

Die evangelisch-lutherische Kirche von Jelling (dänisch Jelling Kirke), eine vor 1100 errichtete romanische Feldsteinkirche in Jelling, Jütland, ist eine der ältesten Steinkirchen in Dänemark. Am selben Standort befand sich zuvor eine um 965 von König Harald Blauzahn errichtete Holzkirche. Zusammen mit den Runensteinen von Jelling auf dem Kirchhof und zwei wikingerzeitlichen Grabhügeln ist sie seit 1994 Teil des UNESCO-Weltkulturerbes in Dänemark. Die Kirche selbst gehört zur Kirchengemeinde Jelling Sogn innerhalb der dänischen Folkekirke.

## Lage
Die Kirche liegt in Ost-West-Ausrichtung zwischen zwei Grabhügeln. Die Chronisten des 12. Jahrhunderts, Svend Aggesen und Saxo Grammaticus, schreiben sie dem von ihnen als König bezeichneten Gorm und dessen Frau Thyra Danebod zu. Darauf weist auch Jellingstein 1 auf dem Kirchhof hin, den Gorm zur Erinnerung an seine Frau aufstellte. Auf diesem Stein wird zum ersten Mal der Name DanmarkaR, Dänemark, verwendet. Der zweite, größere Runenstein wurde von Harald Blauzahn für seine Eltern Gorm und Thyra aufgestellt und dokumentiert im Text und mit der ältesten Christusdarstellung in Dänemark die Christianisierung Dänemarks.

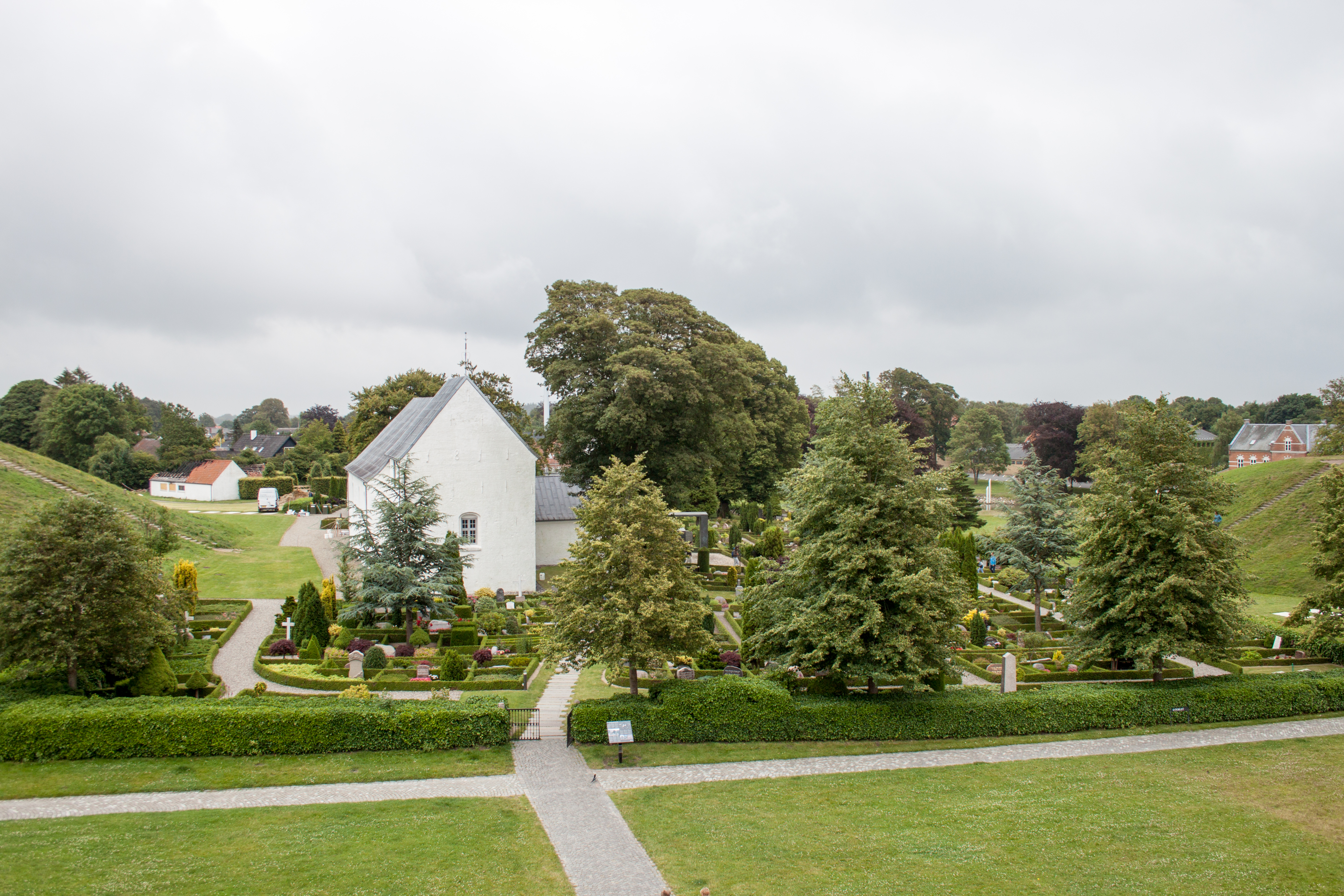
Die Kirche zwischen den Grabhügeln (2015)

Bei Ausgrabungen zwischen 2006 und 2013 wurden eine große Schiffssetzung und Überreste einer Holzpalisade gefunden. Im Zentrum der 356 m langen Schiffssetzung liegt der 8 m hohe Nordhügel, der sogenannte Thyra høj, in dem bei ersten archäologischen Untersuchungen 1820 eine bis auf einen kleinen, kunstvoll mit Tierfiguren verzierten und innen vergoldeten Silberbecher weitgehend leere Doppelgrabkammer gefunden wurde. Das Eichenholz der gezimmerten Grabkammer wurde dendrochronologisch auf 959 datiert. Für das wikingerzeitliche Hügelgrab wurde ein bronzezeitlicher Grabhügel wiederverwendet und vergrößert. Sowohl Grabhügel als auch Schiffssetzung sind die größten je in Dänemark gefundenen. Die Schiffssetzung wurde etwas später teilweise vom jüngeren und höheren Südhügel überbaut. Bei diesem Gorms høj genannten Hügel handelte es sich aber nicht, wie lange Zeit angenommen, um das Hügelgrab von Gorm, sondern, wie Ausgrabungen 1861 und 1941 ergaben, um einen kurz nach 964 aus Rasensoden aufgeschichtetenen Hügel, der von König Harald entweder als Denkmal für seine Mutter oder aber als repräsentativer Thingplatz angelegt wurde. Die Palisade war 1440 m lang. In der Mitte der 12,5 ha großen, trapezförmigen Burganlage lag ebenfalls der Nordhügel. Außerdem umschloss die Palisade die gesamte Schiffssetzung, den Südhügel, das Gelände von Kirche und Friedhof und drei große Häuser im Trelleborg-Stil, deren Pfostenlöcher am Rand des Geländes gefunden wurden. Mit Hilfe der Dendrochronologie konnte der Ausbau dieser Anlage auf 968 datiert werden. Es handelte sich dabei höchstwahrscheinlich um den Königshof von Harald Blauzahn.
In direkter Umgebung befindet sich das Geschichts- und Erlebniszentrum Kongernes Jelling.

## Geschichte
Archäologische Ausgrabungen in der Kirche unter Leitung von Knud Krogh 1978/79 ergaben, dass an der Stelle der heutigen Kirche drei nacheinander bestehende Holz- oder Fachwerkgebäude standen, von denen das älteste deutlich größer war als die spätere Steinkirche. Dieses älteste Gebäude war entweder eine besondere repräsentative Stabkirche oder aber möglicherweise gar keine Kirche, sondern eine Königshalle aus vorchristlicher Zeit. Die beiden jüngeren Gebäude werden dagegen eindeutig als Vorgängerbauten der steinernen Kirche angesehen. Im Zentrum der Holzkirchen fand sich ein Grab. Diese ersten Kirchen dienten vor allem dem Königshof als Gottesdienstort. Dass die Kirche in verhältnismäßig kurzer Zeit mehrmals ganz neu gebaut wurde, lag vermutlich an Bränden.

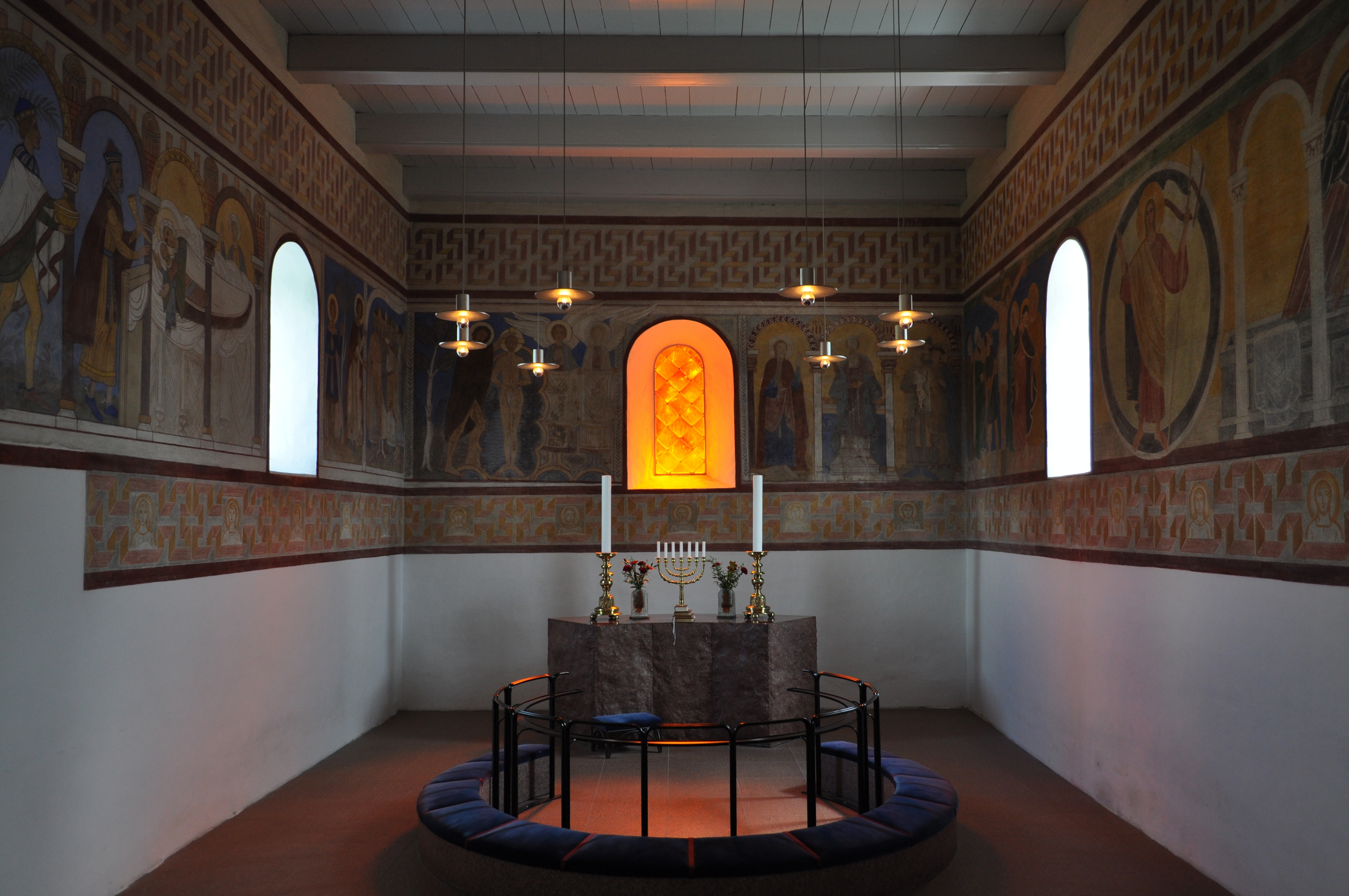
Chor mit den Fresken

Der Bau der Steinkirche begann im 11. Jahrhundert. Zu diesem Zeitpunkt war der dänische Königshof bereits nach Roskilde verlegt worden und Jelling hatte an politischer Bedeutung verloren, war aber als historischer Ort für das Selbstverständnis des dänischen Reichs nach wie vor wichtig, wie die Erwähnung bei Saxo belegt. Bei Ausgrabungen in der Kirche 2011/12 wurde festgestellt, dass der rechteckige, 9,5 × 7,5 m große Chor älter ist als das Langhaus. Der heutige Chor war ursprünglich das Langhaus, an den sich ein kleiner, eingezogener Chor anschloss. Das Königsgrab, dessen genaue Lage möglicherweise zum Zeitpunkt des Baus nicht mehr bekannt war, lag außerhalb dieser ersten kleinen Steinkirche. Um 1100 wurde die Kirche nach Westen erweitert, wobei der Chor abgebrochen wurde. Derartige Umbauten kamen häufiger vor, beispielsweise bei der etwas jüngeren Marienkirche von Hattstedt. In Jelling kann er damit zusammenhängen, dass aus der Hofkirche eine Pfarrkirche für die mittlerweile in größerem Umfang christianisierte Bevölkerung geworden war. Das ehemalige Langhaus wurde beim Umbau zum Chor etwas verkürzt und mit Fresken ausgeschmückt, die zu den ältesten Fresken in Dänemark zählen. Stilmerkmale weisen auf eine Beeinflussung durch byzantinische Kunst hin.

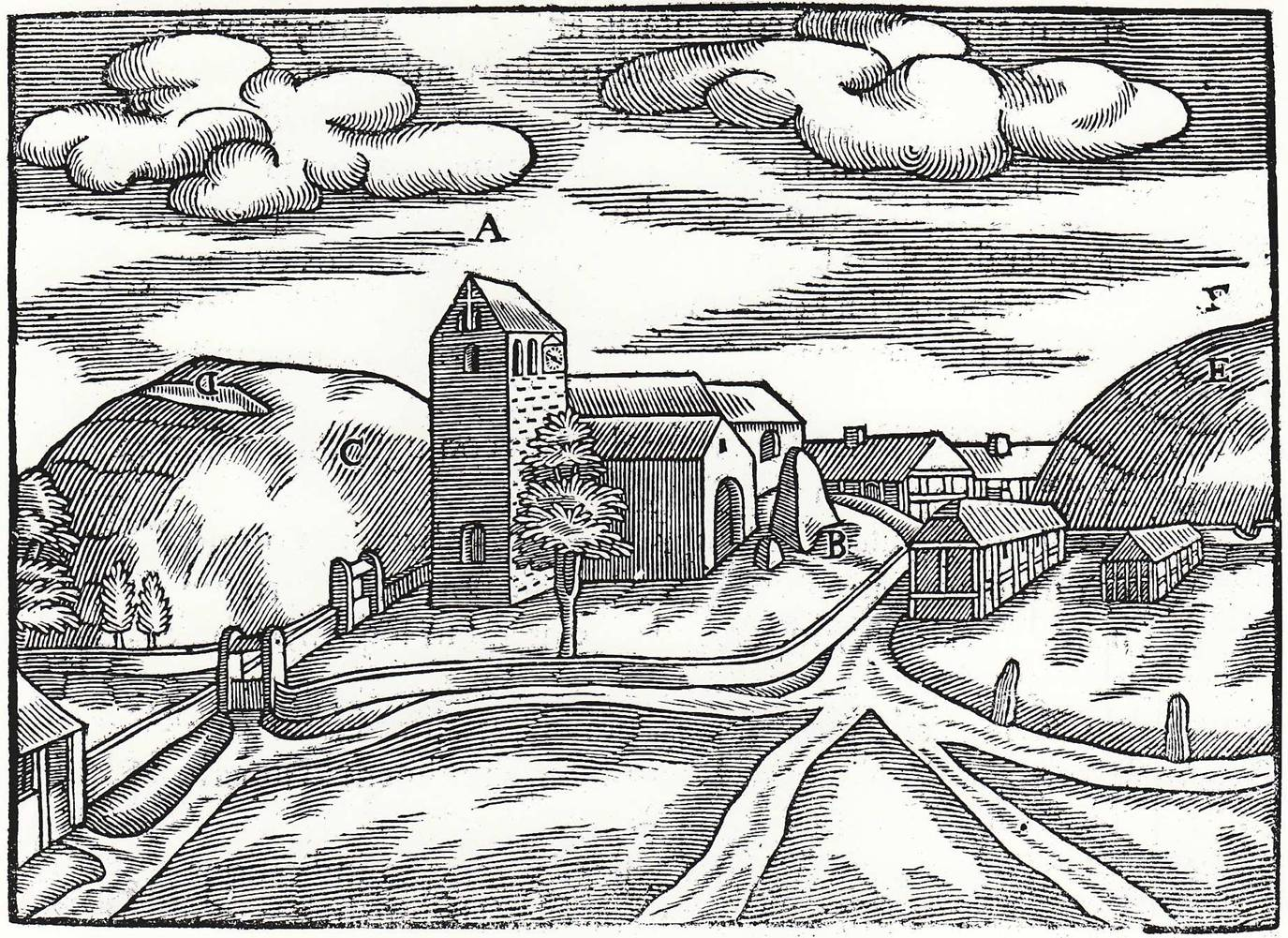
Die Kirche mit Turm und die Runensteine zwischen den Grabhügeln auf einer Darstellung von Ole Worm (1643).

In den folgenden Jahrhunderten wurde die Kirche mehrfach umgebaut. Im 15. Jahrhundert erhielt sie einen gotischen Turm, der bei dem Brand 1679, bei dem auch das mittelalterliche Inventar verloren ging, zerstört und nicht wieder in voller Höhe aufgebaut wurde, weshalb der Turm das Kirchenschiff nur noch knapp überragt. Eine nördlich am Chor angebaute Kapelle wurde später wieder abgerissen. Das jetzige Waffenhaus vor dem Südportal ersetzte im 19. Jahrhundert einen älteren Anbau. Das 1620 im Chor eingezogene Gewölbe brach 1874 zusammen. In diesem Zusammenhang wurden die seit Jahrhunderten unter Putz verborgenen Fresken wiederentdeckt. Anschließend erhielt der Chor wie das Langhaus wieder eine flache Holzdecke. 1935 wurden die zwischenzeitlich vergrößerten bzw. zugemauerten Fenster in ihre kleine romanische Form zurückgebaut. Das einzige echte romanische Fenster ist das Ostfenster des Chores.
Bei der Renovierung 2000 wurde die Kirche innen von dem Künstler Jørn Larsen neu ausgestaltet. Die ganze Kirche erhielt eine neue einheitliche Ausstattung, bei der Fenster und Boden ebenso wie die beibehaltenen alten Ausstattungsstücke in ein Gesamtkonzept einbezogen wurden. Dabei wurde auch die Marcussen & Søn-Orgel mit 14 Registern auf zwei Manualen und Pedal von 1961 umgebaut und erweitert.

## Ausstattung
Von der mittelalterlichen Ausstattung hat sich nur der Taufstein aus Granit erhalten, der links vom Chorbogen steht. Auf der rechten Seite befindet sich eine Kanzel aus der Renaissancezeit. Im Schalldeckel ist ein Monogramm von König Christian V. angebracht.

### Apostelfiguren

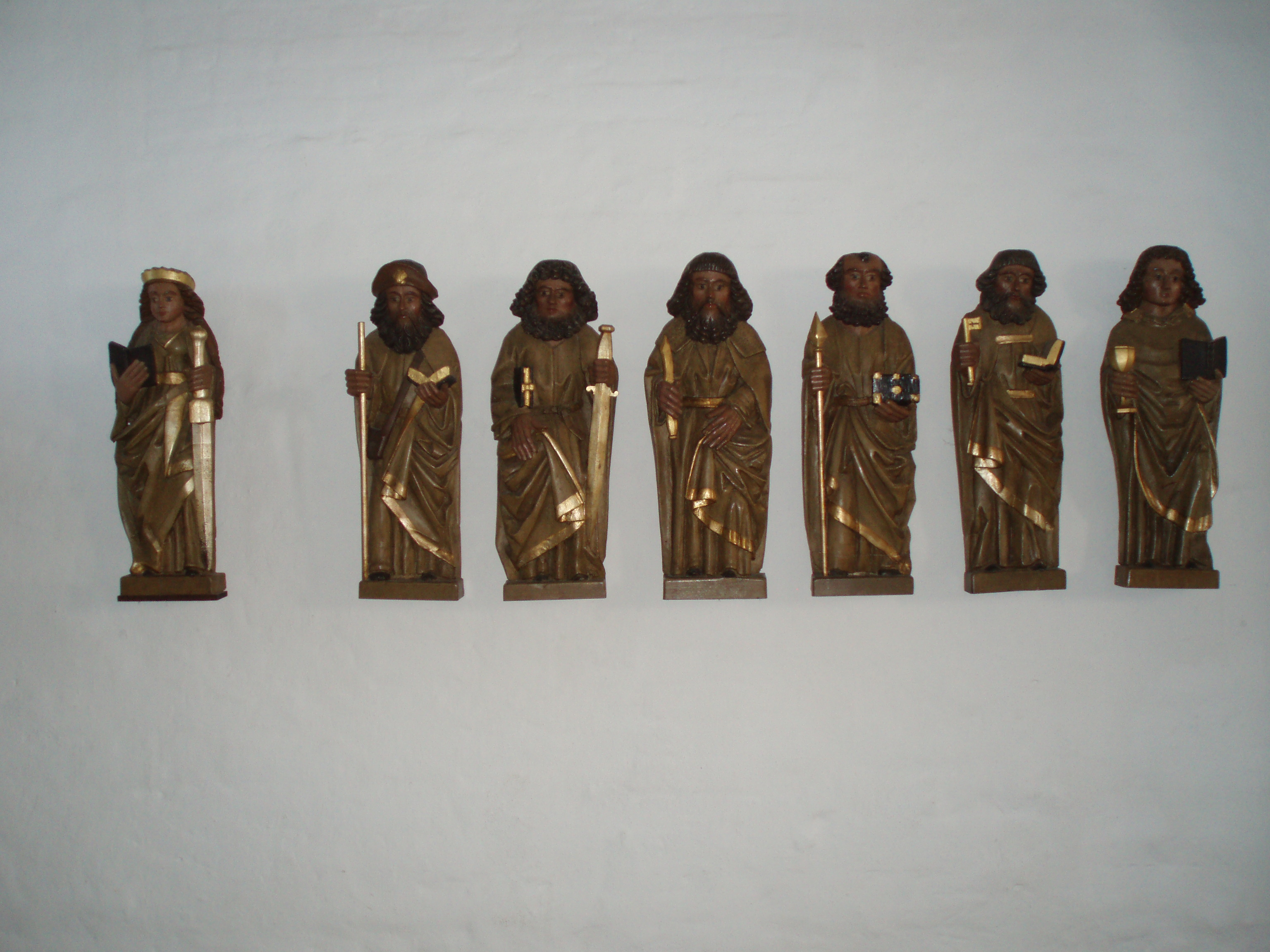
Die sechs mittelalterlichen Apostel mit Katharina von Alexandrien

Sechs der Apostelfiguren und die heilige Katharina von Alexandrien stammen aus der Zeit um 1500 und gehörten vermutlich zu einem als verfallen geschilderten Altar, den die Jellinger Gemeinde 1715 billig von der Kirche von Middelfart kaufte. Nach einer späteren Beschreibung des Altars der Jellinger Kirche befanden sich unter drei nebeneinander angeordneten Gemälden neun weiß angemalte Heiligenfiguren, von denen einige anhand ihrer Attribute identifiziert wurden, darunter Simon Petrus und Jakobus der Ältere. Die heilige Katharina krönte den Aufbau mit einem vierten Gemälde. Ob es sich dabei um den ursprünglichen Aufbau eines Flügelaltars mit Predella handelte oder um eine spätere Konstruktion der verwertbaren Reste des Middelfarter Altars, ist nicht ersichtlich. Weil dieser Altar nach dem Einsturz des Chorgewölbes und dem Auffinden der Fresken 1874 der Neugestaltung des Chorraums im Wege stand und zudem als wertlos angesehen wurde, verschenkte man die Figuren und hängte die Bilder kurzfristig an anderer Stelle auf, ehe man sie entsorgte. 1893 erfuhr das Nationalmuseum, dass der Altar aus der Kirche entfernt worden war, und drängte auf Wiederbeschaffung. Es gelang aber nur, sechs Apostel und die heilige Katharina zurückzubekommen, weil die restlichen Figuren verkauft worden waren. Die sieben Figuren wurden an der Orgelempore angebracht. 1980 ergänzte der Holzschnitzer Henry Bayer die restlichen Apostel, die seit der Renovierung um 2000 an der Südseite im Turmraum vor der Orgel gegenüber den alten Aposteln angebracht sind.

### Fresken
Die mittelalterlichen Fresken an der Nord- und Ostseite des Chors wurden 1874 unter dem Putz gefunden, waren aber so schlecht erhalten, dass sie mit der damaligen Technik nicht zu erhalten waren. Magnus Petersen (1827–1917) zeichnete die Originalfresken 1875 ab und ersetzte sie durch Kopien auf der neu verputzten Wand. Die Lücken füllte er mit Szenen aus, die ihm zu einem Zyklus des Lebens Jesu zu passen schienen. Dieser Zyklus beginnt nach der Rekonstruktion von 1875 an der nördlichen Chorwand mit Marias Begegnung mit Elisabeth. An der Stelle, an der der später wieder vermauerte Durchbruch zu einem nicht mehr vorhandenen nördlichen Anbau die Fresken gänzlich zerstört hatte, ergänzte Petersen die Heiligen Drei Könige, die dem neugeborenen Jesus und seiner im Wochenbett liegenden Mutter ihren Besuch abstatten. Nach einem Fenster ist Johannes der Täufer als Prediger dargestellt, eindeutig identifizierbar durch das Schriftband mit den Worten VOX CLAMANTIS, "Stimme des Rufenden", aus Mt 3,2 . An der Ostwand ist die Taufe Jesu mit Engeln, die Jesu Kleidung und ein Handtuch halten, zu sehen und auf der anderen Seite des Fensters eine Szene unter Arkaden, die Petersen als Jesus (links) vor dem in der Mitte thronenden Pontius Pilatus verstand und gestaltete. 1926 ergänzte der Maler Johan Thomas Skovgaard die Bilder an der Südwand, wo sich keine originalen Fresken erhalten haben. Sie zeigen Szenen der Ostergeschichte: die Kreuzigung, den auferstandenen Christus und die Begegnung der Frauen mit dem Engel am leeren Grab.
Poul Nørlund wies jedoch 1942 nach, dass Petersens Rekonstruktion falsch war. Er deutete die nur fragmentarisch erhaltenen Bilder anhand von Petersens Abzeichnungen und im Vergleich mit zeitgenössischen Abbildungen aus der Ottonischen Zeit als einen Zyklus über das Leben des Täufers Johannes, der häufig Patron von Taufkirchen war. Demnach zeigt die Begegnungsszene Zacharias mit dem Erzengel Gabriel. Anstelle der Könige, von denen nur das Horn in der Hand des vordersten im Original vorhanden war, habe eine Szene gestanden, in der der stumme Zacharias versuchte, von seiner Begegnung mit dem Engel zu berichten und schließlich mit einem Tintenhorn in der Hand den Namen seines Sohnes niederschrieb. Die Geburtsszene zeigte demnach auch nicht die Geburt Jesu, sondern die von Johannes, wobei Maria im Hintergrund anwesend ist. Die beiden folgenden Bilder deutete Nørlund wie Petersen als Predigt des Täufers und Jesu Taufe. Die Szene rechts vom Mittelfenster mit den Figuren unter Arkaden sah er dagegen als die Hochzeit zu Kana, Jesu erstes Wunder, an, wobei Jesus erhöht in der Mitte steht und links von ihm Maria.
Im Zusammenhang mit dem Jellingprojekt wurden Vergleiche gezogen zwischen den Jellinger Fresken und den ursprünglicher erhaltenen Fresken in den Kirchen von Tamdrup und Ørridslev.

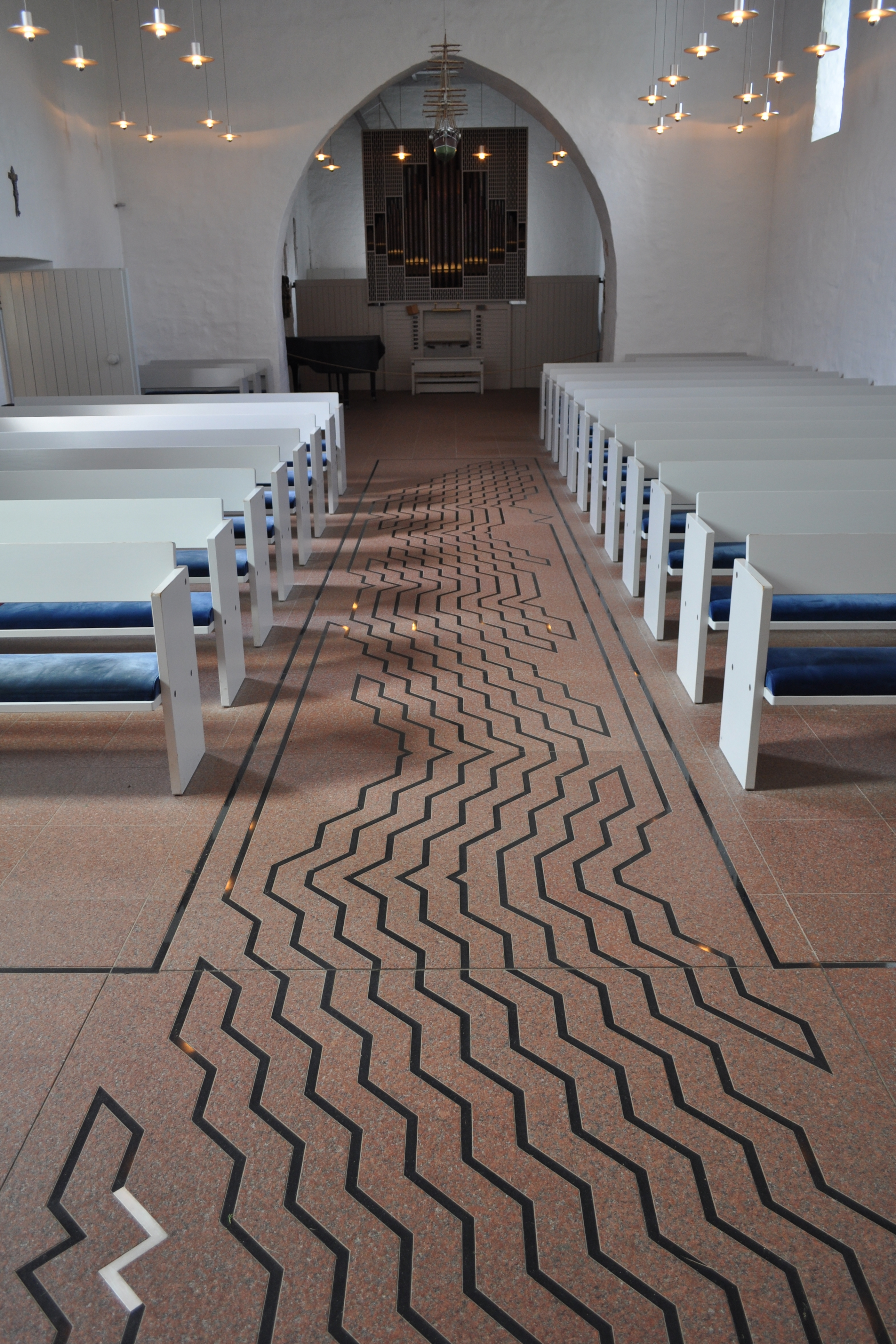
Blick zur Orgel im Turmraum über den 2000 neu gestalteten Boden aus rotem Granit mit eingelassenen Linien aus schwarzem Granit. Die silberne Zacke links unten markiert die Stelle, an der Gorm beigesetzt wurde.

### Königsgrab
1978 entdeckte man bei Ausgrabungen in der Kirche in der Nähe des Chorbogens und damit in der Mitte der früheren Holzkirche eine hölzerne Grabkammer mit den Ausmaßen von etwas mehr als 3 m Länge, ca. 2 m Breite und etwa 1 m Höhe. Darin fand man Überreste eines etwa 35- bis 50-jährigen, rund 175 cm großen Mannes. Zu den kostbaren Grabbeigaben gehörten hunderte dünne Goldfäden, wohl Reste eines goldverzierten Kleidungsstücks, und ein sehr qualitätvoller Riemenbeschlag mit Tierköpfen, der wie der Silberbecher im Grabhügel dem Jelling-Stil zugeordnet wird und möglicherweise von demselben Künstler stammt. DNA aus den Knochen ließ sich nicht gewinnen, da sie abgekocht worden waren, was für eine Umbettung nicht lange nach der eigentlichen Beisetzung spricht.
Es wird angenommen, dass es sich bei dem Bestatteten um Gorm handelte, den sein zum Christentum konvertierter Sohn aus dem Grabhügel in die Mitte seiner neuen Kirche umbetten ließ. Für diese Umbettung spricht auch ein im Nordhügel gefundenes, auf etwa 965 datiertes Stück Holz, das zum Anheben eines Decksteins des Grabs im Hügel gedient hatte. Demnach ließ Harald seinen Vater Gorm nur wenige Jahre nach dessen Tod und kurz nach seiner Taufe aus dem heidnischen Hügelgrab in die christliche Kirche überführen. Damit stellte er sich einerseits als rechtmäßigen König von Dänemark und Norwegen in der Nachfolge von Gorm dar und demonstrierte andererseits seine Rolle als christlicher Herrscher von Gottes Gnaden, wie es der Runenstein auch schriftlich zum Ausdruck bringt.
Nach der Renovierung der Kirche 2000 wurden die menschlichen Überreste erneut unter dem Boden der Kirche beigesetzt und mit einer Fliese als Grab von Gorm gekennzeichnet. Bei der Verlegung des neuen Granitbodens wenig später wurde diese Fliese verdeckt. Seitdem markiert ein in das Muster am Boden eingelassenes Stück Silber das Königsgrab.